# 乔治·埃夫斯塔希欧
乔治·佩特罗斯·艾夫斯塔希欧，FRS （英語：George Petros Efstathiou，/ɛfˈstæθjuː/，1955年9月2日—），希腊裔英国宇宙学家，剑桥大学天体物理学教授。他曾担任过牛津大学的萨维尔天文学教授。他现在是剑桥大学科维理宇宙学研究所的所长。2014年邵逸夫天文学奖得主肖恩·科尔曾经是他的博士生。

## 生平
艾夫斯塔希欧最初在伦敦白鹿巷的托特纳姆文法学校获得教育，后来在1973年考入基布尔学院攻读物理学士学位，毕业后进入杜伦大学阿诺德·沃尔芬代尔爵士的宇宙学研究组读博士，博士导师是理查德·冯。在这期间，与阿诺德·沃尔芬代尔爵士、理查德·冯和理查德·埃利斯一起，他开始涉足数值宇宙学。他在1979年到1980年间是加州大学柏克莱分校的博士后，并且在名誉上将在柏克莱的职位至少保持到了1985年。1980年他回到英国进入康桥大学，并在获得几个研究职位后于1988年以33岁之龄被指定为牛津大学萨维尔天文学教授职位直到1994年，他回到康桥大学成为1909年天体物理学教授。他在2004年到2008年担任康桥天文学研究所的所长，并且在2008年成为剑桥大学科维理宇宙学研究所的所长。

## 研究
艾夫斯塔希欧教授是非常著名的宇宙学研究者，主要贡献如下：
- 与马克·戴维斯，卡洛斯·弗伦克以及西蒙·怀特一起成为数值宇宙学和数值方法研究大尺度结构的先导人[5]
- 与理查德·邦德（英语：J. Richard Bond）一起对冷暗物质宇宙下的宇宙微波背景辐射的各向异性做了第一个详细的理论预测[7]。
- 与史蒂夫·马杜克斯（英语：Steve Maddox）等人一起用APM Galaxy Survey的大尺度结构观测数据给出现在的标准宇宙模型ΛCDM宇宙学的早期观测证据[8]
- 他是2度视场星系红移巡天的早期创始人之一，并且通过大尺度结构的观测确认了暗能量的存在[9]。后来约翰·皮考克在2014年与艾夫斯塔希欧及尼古拉斯·凯泽的博士生肖恩·科尔即是通过2度视场星系红移巡天的观测证据证明了重子声波震荡、红移空间畸变和凯泽效应而获得了邵逸夫天文学奖[10]。
- 他同时还是普朗克卫星的主要研究者之一，并且是普朗克卫星观测结果的通讯作者[11][12]

## 荣誉
他在1994年就以38岁之龄成功当选皇家学会院士，2005年他和长期合作者西蒙·怀特一起获得丹尼·海因曼天体物理学奖。在2011年他与马克·戴维斯, 卡洛斯·弗伦克以及西蒙·怀特获得了宇宙学界的最高奖格鲁伯宇宙学奖。2022年获英国皇家天文学会金质奖章。2025年獲得邵逸夫獎。